# ديبورتيفو كالي
ديبورتيفو كالي (بالإسبانية: Deportivo Cali)‏  هو نادي رياضي كولومبي في كرة القدم وكرة السلة وكرة الطائرة والسباحة، تأسس في سنة 1912 ويتمركز في مدينة كالي، يعتبر واحد من أفضل أندية كرة القدم في كولومبيا، حيث تمكن بلقب الدوري 9 مرات (1965،1967،1969،1970،1996،1998،2005،2015).